# Ochrolechia laevigata
Ochrolechia laevigata är en lavart som först beskrevs av Räsänen, och fick sitt nu gällande namn av Verseghy. Ochrolechia laevigata ingår i släktet Ochrolechia och familjen Ochrolechiaceae.   Inga underarter finns listade i Catalogue of Life.